# Persone di cognome Wolf
| Questa pagina contiene informazioni ricavate automaticamente dalle voci biografiche con l'ausilio del template Bio e di un bot. L'aggiornamento è periodico e automatico e ricostruisce completamente la pagina. Se manca una persona in questa lista, sei pregato di non aggiungerla, ma accertati piuttosto che la sua voce biografica contenga il template Bio e che i dati anagrafici siano correttamente compilati. Se il template Bio manca, inseriscilo tu stesso o, in alternativa, metti l'avviso {{tmp\|Bio}} che ne segnala la mancanza. Se i dati riportati sono sbagliati, correggi direttamente la voce biografica; le modifiche saranno visibili in questa lista entro pochi giorni. Per chiarimenti vedi il progetto antroponimi. La lista contiene solo le 95 persone che sono citate nell'enciclopedia e per le quali è stato implementato correttamente il template Bio. Pagina aggiornata al 7 mag 2025. |

Questa è una lista di persone presenti nell'enciclopedia che hanno il cognome Wolf, suddivise per attività principale.

## Abati(1)
- Notker Wolf, abate e musicista tedesco (Bad Grönenbach, n. 1940 - Francoforte sul Meno, † 2024)

## Agenti segreti(1)
- Markus Wolf, agente segreto tedesco-orientale (Hechingen, n. 1923 - Berlino, † 2006)

## Allenatori di calcio(2)
- Hannes Wolf, allenatore di calcio e ex calciatore tedesco (Bochum, n. 1981)
- John de Wolf, allenatore di calcio e ex calciatore olandese (Schiedam, n. 1962)

## Allenatori di pallacanestro(1)
- Charley Wolf, allenatore di pallacanestro statunitense (Covington, n. 1926 - † 2022)

## Animatori(1)
- Fred Wolf, animatore, designer e regista statunitense (Brooklyn, n. 1932)

## Artigiani(1)
- Corrado Wolf, artigiano tedesco

## Astronauti(1)
- David Wolf, astronauta e medico statunitense (Indianapolis, n. 1956)

## Astronomi(4)
- Charles Wolf, astronomo francese (Vorges, n. 1827 - Parigi, † 1918)
- Johann Rudolf Wolf, astronomo e matematico svizzero (Fällanden, n. 1816 - † 1893)
- Marek Wolf, astronomo ceco (n. 1957)
- Max Wolf, astronomo tedesco (Heidelberg, n. 1863 - Heidelberg, † 1932)

## Attori(1)
- Scott Wolf, attore statunitense (Boston, n. 1968)

## Attori pornografici(1)
- Austin Wolf, attore pornografico statunitense (Alvarado, n. 1983)

## Aviatori(1)
- Albin Wolf, aviatore tedesco (Naila, n. 1920 - Pskov, † 1944)

## Biatleti(1)
- Alexander Wolf, ex biatleta tedesco (Smalcalda, n. 1978)

## Bobbisti(1)
- Alex Wolf, ex bobbista italiano (Lagundo, n. 1956)

## Calciatori(13)
- Andreas Wolf, ex calciatore e allenatore di calcio tedesco (Leninabad, n. 1982)
- Daniel Wolf, ex calciatore austriaco (Vienna, n. 1985)
- Ferdinand Wolf, calciatore austriaco († 1949)
- Hannes Wolf, calciatore austriaco (Graz, n. 1999)
- Karl Wolf, calciatore tedesco orientale (Bernsbach, n. 1924 - † 2005)
- Marius Wolf, calciatore tedesco (Coburgo, n. 1995)
- Nico de Wolf, calciatore olandese (Apeldoorn, n. 1887 - Doesburg, † 1967)
- Patrick Wolf, calciatore austriaco (Graz, n. 1981)
- Raphael Wolf, ex calciatore tedesco (Monaco di Baviera, n. 1988)
- Siegfried Wolf, calciatore tedesco orientale (Bernsbach, n. 1926 - † 2017)
- Stefan Wolf, ex calciatore svizzero (n. 1971)
- Thomas Wolf, ex calciatore lussemburghese (n. 1963)
- Wolfgang Wolf, ex calciatore, allenatore di calcio e dirigente sportivo tedesco (Tiefenthal, n. 1957)

## Cantanti(3)
- Kati Wolf, cantante ungherese (Szentendre, n. 1974)
- Peter Wolf, cantante statunitense (New York, n. 1946)
- Remi Wolf, cantante statunitense (Palo Alto, n. 1996)

## Cestisti(4)
- Joe Wolf, cestista e allenatore di pallacanestro statunitense (Kohler, n. 1964 - † 2024)
- Daniel Wolf, cestista statunitense (Glencoe, n. 2004)
- Enosch Wolf, cestista tedesco (Gottinga, n. 1990)
- Julius Wolf, cestista tedesco (Bruchsal, n. 1993)

## Compositori(1)
- Hugo Wolf, compositore austriaco (Slovenj Gradec, n. 1860 - Vienna, † 1903)

## Culturisti(1)
- Dennis Wolf, culturista tedesco (Tokmok, n. 1978)

## Dirigenti sportivi(1)
- Ron Wolf, dirigente sportivo statunitense (n. 1938)

## Filologi(1)
- Friedrich August Wolf, filologo classico e grecista prussiano (Hainrode, n. 1759 - Marsiglia, † 1824)

## Filosofi(1)
- Erik Wolf, filosofo tedesco (Wiesbaden, n. 1902 - Vogtsburg im Kaiserstuhl, † 1977)

## Fisici(1)
- Emil Wolf, fisico ceco (Praga, n. 1922 - Rochester, † 2018)

## Fotografi(2)
- Henry Wolf, fotografo, pubblicitario e designer austriaco (n. 1925 - † 2005)
- Michael Wolf, fotografo tedesco (Monaco di Baviera, n. 1954 - Cheung Chau, † 2019)

## Fumettisti(1)
- Gary Wolf, fumettista e scrittore statunitense (Earlville, n. 1941)

## Funzionarie(1)
- Johanna Wolf, funzionaria tedesca (Monaco di Baviera, n. 1900 - Monaco di Baviera, † 1985)

## Ginnasti(2)
- John Wolf, ginnasta e multiplista statunitense
- Max Wolf, ginnasta e multiplista statunitense

## Giocatori di football americano(1)
- Jim Wolf, giocatore di football americano statunitense (Tyler, n. 1952 - Beaumont, † 2003)

## Giornaliste(2)
- Alexa Wolf, giornalista e regista svedese (Monaco di Baviera, n. 1969)
- Naomi Wolf, giornalista e scrittrice statunitense (San Francisco, n. 1962)

## Illustratori(1)
- Tony Wolf, illustratore italiano (Busseto, n. 1930 - Cremona, † 2018)

## Imprenditori(1)
- Walter Wolf, imprenditore, manager e dirigente sportivo canadese (Graz, n. 1939)

## Incisori(2)
- Henry Wolf, incisore francese (Eckwersheim, n. 1852 - New York, † 1916)
- Remo Wolf, incisore italiano (Trento, n. 1912 - Trento, † 2009)

## Inventori(1)
- Ricardo Wolf, inventore, filantropo e ambasciatore tedesco (Hannover, n. 1887 - Herzliya, † 1981)

## Judoka(2)
- Aaron Wolf, judoka giapponese (Shin-Koiwa, n. 1996)
- Hillary Wolf, judoka statunitense (Chicago, n. 1977)

## Linguisti(1)
- Heinz Jürgen Wolf, linguista tedesco (Düsseldorf, n. 1936 - Bonn, † 2016)

## Militari(1)
- Franz Wolf, militare austro-ungarico (Krummau, n. 1907 - Palling, † 1999)

## Naturalisti(1)
- Theodor Wolf, naturalista e esploratore tedesco (Bartholomä, n. 1841 - Dresda, † 1924)

## Nuotatori(2)
- Paul Wolf, nuotatore statunitense (n. 1916 - Pasadena, † 1972)
- Wally Wolf, nuotatore e pallanuotista statunitense (Los Angeles, n. 1930 - Santa Ynez, † 1997)

## Pallamaniste(1)
- Verena Wolf, ex pallamanista italiana (Bolzano, n. 1969)

## Pattinatrici di velocità su ghiaccio(1)
- Jenny Wolf, ex pattinatrice di velocità su ghiaccio tedesca (Berlino, n. 1979)

## Pesisti(1)
- Augie Wolf, ex pesista statunitense (n. 1961)

## Pianiste(1)
- Orit Wolf, pianista e compositrice israeliana (Tel Aviv, n. 1974)

## Pistard(1)
- Carsten Wolf, ex pistard tedesco (Potsdam, n. 1964)

## Pittori(1)
- Dario Wolf, pittore e incisore italiano (Trento, n. 1901 - Trento, † 1971)

## Politici(3)
- Frank Wolf, politico statunitense (Filadelfia, n. 1939)
- Gerhard Wolf, politico tedesco (Dresda, n. 1896 - Monaco di Baviera, † 1971)
- Karl Hermann Wolf, politico, editore e scrittore ceco (Eger, Boemia, n. 1862 - Vienna, † 1941)

## Produttori televisivi(1)
- Dick Wolf, produttore televisivo statunitense (New York, n. 1946)

## Registi(1)
- Konrad Wolf, regista cinematografico e sceneggiatore tedesco (Hechingen, n. 1925 - Berlino, † 1982)

## Scacchisti(1)
- Heinrich Wolf, scacchista austriaco (n. 1875 - † 1943)

## Sceneggiatori(1)
- Fred Wolf, sceneggiatore e regista statunitense (New York, n. 1964)

## Sciatori alpini(2)
- Helmut Wolf, sciatore alpino italiano (Bressanone, n. 1968 - Renon, † 2013)
- Thomas Wolf, ex sciatore alpino svizzero (n. 1969)

## Sciatrici alpine(4)
- Huberta Wolf, ex sciatrice alpina austriaca (n. 1963)
- Sigrid Wolf, ex sciatrice alpina austriaca (Breitenwang, n. 1964)
- Stefanie Wolf, ex sciatrice alpina tedesca (n. 1979)
- Tamara Wolf, ex sciatrice alpina svizzera (Celerina, n. 1985)

## Sciatrici freestyle(1)
- Lara Wolf, sciatrice freestyle austriaca (Zams, n. 2000)

## Scrittori(1)
- Friedrich Wolf, scrittore, drammaturgo e diplomatico tedesco (Neuwied, n. 1888 - Lehnitz, † 1953)

## Scrittrici(1)
- Christa Wolf, scrittrice tedesca (Landsberg an der Warthe, n. 1929 - Berlino, † 2011)

## Semiologi(1)
- Mauro Wolf, semiologo e sociologo italiano (Trento, n. 1947 - Cagiallo, † 1996)

## Tennisti(1)
- Jeffrey John Wolf, tennista statunitense (Cincinnati, n. 1998)

## Teologi(1)
- Johannes Wolf, teologo, biblista e pastore protestante svizzero (Zurigo, n. 1521 - Zurigo, † 1572)

## Umanisti(1)
- Hieronymus Wolf, umanista e storico tedesco (Oettingen in Bayern, n. 1516 - Augusta, † 1580)

## Vescovi cattolici(2)
- Anton Aloys Wolf, vescovo cattolico sloveno (Idria, n. 1782 - Lubiana, † 1859)
- Franziskus Wolf, vescovo cattolico e missionario tedesco (Borbeck, n. 1876 - Hollandia, † 1944)

## Wrestler(1)
- Asya, ex wrestler, modella e culturista statunitense (Corning, n. 1966)

## Senza attività specificata(2)
- Fritz Wolf, grafico tedesco (Mülheim an der Ruhr, n. 1918 - Bad Rothenfelde, † 2001)
- Otto Wolf, ceco (Mohelnice, n. 1927 - Distretto di Olomouc, † 1945)